# Dimemebfe
Le dimemebfe (5-MeO-BFE) est une drogue psychédélique et un nouveau produit de synthèse. Il agit comme un agoniste des récepteurs sérotoninergiques 5-HT1A et 5-HT2. Il est proche chimiquement de la tryptamine psychédélique 5-MeO-DMT, avec l'atome d'azote du groupe indole remplacé par un oxygène, ce qui fait du dimemebfe un dérivé du benzofurane. Il est moins puissant en tant qu'agoniste de la sérotonine que la 5-MeO-DMT et a relativement plus d'affinité pour le récepteur 5-HT1A, mais montre des effets plus forts au niveau des récepteurs 5-HT2.

## Législation
Le dimemebfe est une substance contrôlée dans l'État américain de l'Alabama.